# Catherine Feeny
Catherine Feeny (Norristown, Pensilvânia, 1976), é uma cantora e músicista norte-americana.

## Vida
Estudou em Washington e depois mudou-se novamente para Los Angeles, lugar onde ela começou a escrever suas próprias músicas. Além de cantar, toca piano e violão.
Feeny diz ter sido influenciada por Joni Mitchell, The Smiths, Ani Difranco, PJ Harvey, The Cure, Drew Hartel e Sinéad O'Connor.

## Carreira
Seu primeiro album foi produzido por Joe Purdy e lançado no Reino Unido em janeiro de 2003, mais tarde, encontrou-se com o produtor Sebastian Rogers que produziu então seu segundo álbum: Hurricane Glass, que foi lançado no Reino Unido em junho 2006
Por diversos anos viveu em Norwich antes de mudar-se para Oregon em 2008, onde seu terceiro album, intitulado "Empty Buildings", publicada pela Warner Chappell.
Excursionou com Aberfeldy, Martha Wainwright, Dr. John, John Prine. Acompanhou Kelly Jones do Stereophonics.

## Discografia
- 2003: Catherine Feeny
- 2006: Hurricane Glass
- 2008: Empty Buildings
- 2006: Hurricane Glass (singles)
- 2007: Mr. Blue
- 2007: Touch Back Down
- 2009 : People in the Hole